# Aribabi
Aribabi (en idioma ópata: "Manantial en la peña") es un ejido del Municipio de Huachinera ubicado en el este del estado mexicano de Sonora, en la zona de la Sierra Madre Occidental. Según los datos del Censo de Población y Vivienda realizado en 2020 por el Instituto Nacional de Estadística y Geografía (INEGI), Aribabi tiene un total de 342 habitantes.
Fue fundado en el año de 1901 por Tomás Madrid y Teodoro Villareal, iniciando la población como un campo de cría de ganado, los terrenos ocupados fueron primeramente rentados por Madrid y Villareal al gobierno para su uso.

## Geografía
Aribabi se sitúa en las coordenadas geográficas 30°4′7″ de latitud norte y 109°05'14" de longitud oeste del meridiano de Greenwich, a una elevación de 1447 metros sobre el nivel del mar.